# Lithiumiodid
Lithiumiodid, LiI, ist das Lithiumsalz der Iodwasserstoffsäure. Neben dem wasserfreien Lithiumiodid existieren noch verschiedene Hydrate, bekannt sind LiI·nH2O mit n= 0,5, 1, 2 und 3.

## Gewinnung und Darstellung
Die Herstellung von Lithiumiodid erfolgt durch Umsetzung wässriger Lithiumhydroxid- oder Lithiumcarbonatlösungen mit Iodwasserstoff und anschließender Aufkonzentrierung und Trocknung.
{\displaystyle {\ce {LiOH + HI -> LiI + H2O}}}
{\displaystyle {\ce {Li2CO3 + 2HI -> 2LiI + H2O + CO2 ^}}}
Das wasserfreie Lithiumiodid kann auch durch Reaktion von Lithiumhydrid mit Iod in wasserfreiem Diethylether hergestellt werden.
{\displaystyle {\ce {LiH + I2 -> LiI + HI}}}

## Eigenschaften
Lithiumiodid bildet farblose, stark hygroskopische Kristalle mit einem Schmelzpunkt von 446 °C, einem Siedepunkt von 1180 °C und einer Dichte von 3,49 g·cm−3. Die molare Masse des wasserfreien Lithiumiodids beträgt 133,85 g/mol. Durch die Oxidation von Iodid zu Iod durch Luftsauerstoff färben sich die Kristalle schnell gelblich bis bräunlich.
Das Trihydrat weist einen Schmelzpunkt von 73 °C auf. Beim Erhitzen verliert es bei 80 °C zwei Moleküle und bei 300 °C ein weiteres Molekül Kristallwasser. Lithiumiodid ist gut in Wasser (1650 g/l Wasser bei 20 °C) und Ethanol löslich.
Die Standardbildungsenthalpie des kristallinen Lithiumiodids beträgt ΔfH0298 = −270,08 kJ/mol.

## Verwendung
Das wasserfreie Lithiumiodid wird für organische Synthesen verwendet, in den Batterien von Herzschrittmachern (Lithium-Iod-Batterien) dient es als Elektrolyt. Dotierte Kristalle dienen als Szintillationsdetektor für langsame Neutronen.